# Outsiders (sociologie)
Pour les articles homonymes, voir Outsiders.
Outsiders: Studies in the Sociology of Deviance est un ouvrage écrit par Howard Becker et paru en 1963 aux éditions Free Press of Glencoe. Sa première version a été écrite en 1954-55 mais ce n’est qu’après qu’il prit sa version définitive avec l’ajout de deux articles supplémentaires. Il a ensuite été traduit de l'anglais vers le français par J.-P. Briand et J.-M. Chapoulie et édité par les Éditions Métailié en 1985.
Par cet ouvrage, H. Becker contribue à renouveler les recherches sur la délinquance en s’appuyant sur un terme arborant un sens plus large dans la sociologie américaine : la déviance. Ainsi, « sont qualifiés de “ déviants ” les comportements qui transgressent des normes acceptées par tel groupe social ou par telle institution » et sont donc étrangers à la collectivité : « Outsiders » en anglais. Becker s’oppose à l’idée de déviance selon laquelle il s'agit d'une propriété inhérente à certains individus ou à certains actes. En effet, il propose l’idée que la déviance soit considérée comme le produit d’interactions entre un ensemble complexe d’agents : ceux qui seront qualifiés de déviants mais aussi ceux qui créent les normes, ceux qui font respecter les normes, l’entourage du déviant, etc.
La démarche qu’utilise Becker pour Outsiders est clairement caractérisée par l’un des principaux courants de la sociologie américaine : l’« École de Chicago » ou « Interactionnisme symbolique ». Ainsi, Becker analyse l’« ensemble des relations qu’entretiennent toutes les parties impliquées de près ou de loin dans les faits de déviance ». Dans Outsiders, l’auteur mobilise nombre de ses mentors ou comme il les appelle ses « sociological heroes ». En plus de nombreuses références à d’autres auteurs de l’École de Chicago, il emprunte à G. H. Mead son analyse thématique, à G. Simmel sa méthode comparative et à R. Park et E. Hughes leur goût pour le travail de terrain via l’observation directe et les entretiens.
Pour illustrer la déviance, Becker prend notamment l’exemple des fumeurs de marijuana et des musiciens de danse. En effet, il fut très tôt exposé au monde musical en jouant comme pianiste dans les bars de nuit de la ville de Chicago.

## La déviance et les initiatives d’autrui
Le caractère déviant ou non d’un individu ou d’un acte dépend de deux choses : de la nature de l’acte (ici il est question de savoir si cet acte transgresse ou non une norme) et de ce que les autres font face à cela. Ainsi, si un type particulier de comportement est effectué par un certain individu et que ce comportement transgresse une norme aux yeux des autres alors la déviance sera créée. Il faut donc qu’une norme soit créée et conservée pour qu’un individu puisse la transgresser. En outre, ces normes relèvent d’un processus de type politique à l’intérieur de la société.

### Créer les normes
Ce qui fait l’originalité de l’étude de la déviance de Becker, c’est qu’il va non seulement s’intéresser aux déviants mais aussi à ceux qui créent la déviance c'est-à-dire ceux qui créent et font appliquer les normes c'est-à-dire les « entrepreneurs de morale ». Ces derniers sont donc ceux qui enclenchent le processus d'établissement et d’imposition des normes.
Dans un premier temps, les normes ont généralement pour origine des valeurs c'est-à-dire « un élément d’un système symbolique qui sert de critère pour choisir une orientation » (T. Parsons). Cependant, les valeurs sont « vagues et générales » ce qui fait qu’elles sont « inadaptées pour orienter l’action dans les situations concrètes ». Ainsi, les différents groupes sociaux vont élaborer des normes spécifiques qui définissent « avec une relative précision les actions autorisées, les actions interdites, les situations auxquelles s’appliquent les normes et les sanctions frappant les transgressions ». Ces normes peuvent prendre plusieurs formes dont le type-idéal est celui d’une législation mais qui peuvent également être des normes beaucoup plus informelles.
L’entrepreneur de morale est celui qui veille à ce que la déduction de la valeur vers la norme soit faite. Par cela, il cherche à imposer sa propre morale aux autres mais est également guidée par des intentions humanitaires puisqu’il considère qu’« il est bon pour les autres de ‘bien’ se conduire ». Il croit donc avoir une sorte mission sacrée. Cependant, il s’occupe moins des moyens que des fins ce qui l’amène à faire appel à des spécialistes (souvent des juristes) pour l’aider à la rédaction des normes qu’il souhaite voir imposer. Pour mener à bien sa mission, il doit veiller à s’assurer le concours d’autres individus, groupes ou organisations intéressés mais aussi à gagner l’opinion publique par la presse et autres médias.
« L’entreprise de morale créer une nouvelle pièce dans l’organisation morale de la société, dans son code du bien et du mal. ». Cela va donc créer une nouvelle catégorie de déviants.
Cependant, « Une société comporte plusieurs groupes, chacun avec son propre système de normes, et les individus appartiennent simultanément à plusieurs groupes ». Ainsi, les normes ne sont pas acceptées unanimement notamment parce qu’elles sont créées  par des groupes sociaux spécifiques : dans les sociétés modernes, les groupes sont différenciés « selon les critères de la classe sociale, du groupe ethnique, de la profession et de la culture ». Ainsi, l’entreprise de morale est étroitement liée à la question du pouvoir. Cela va donc avoir pour conséquence que tous les individus ne vont pas forcément accepter des normes auxquelles ils n’adhèrent pas mais qui lui sont imposées. Par conséquent, les individus réfractaires vont être considérés comme « étrangers » à la collectivité mais ces derniers peuvent à leur tour considérer les autres comme « étrangers » à leur univers.

### Faire appliquer les normes
« La norme doit être appliquée dans des cas définis et à des individus particuliers ».
Avec la création d’un nouvel ensemble de lois, il y a souvent création d’un nouveau dispositif d’institutions et de catégories d’agents spécialisés chargé de le faire faire appliquer. Ce nouveau dispositif est généralement une force de police qui a ses propres intérêts et ses propres intentions : ces agents sont moins concernés par le contenu de la loi que par le fait qu’elle leur donne du travail. Ils poursuivent donc deux intérêts : justifier l’existence de leur emploi et gagner le respect de ceux dont ils s’occupent. Dans le cas du premier intérêt évoqué, il leur faut démontrer que le problème ne cesse pas d’exister mais aussi prouver que leurs efforts pour faire appliquer les lois sont efficaces et valables. Dans le deuxième cas, ils considèrent que se faire respecter peut faciliter leur travail et leur permettre de conserver un sentiment de sécurité dans leur travail.
Ils établissent des priorités dans les problèmes puisqu’ils n’ont pas la « ferveur naïve » des créateurs de normes. En effet, ils ont « une évaluation personnelle de l’importance des diverses sortes de lois et de règlementations et des diverses formes d’infractions ». Leur système de priorité peut être différent de celui qui court dans l’ensemble de la collectivité.
« Le classement effectif dans la catégorie de déviant dépend de plusieurs facteurs extérieurs à son comportement réel : sentiment des représentants de la loi, la place qu’ils accordent au genre d’acte commis dans la liste des priorités, le degré de déférence envers eux et l’intervention de l’intermédiaire dans le processus judiciaire ». Ce « manque de ferveur et [cette] démarche routinière » de la part du représentant de la loi lui est notamment reproché par le créateur de normes.
Ainsi, le respect des normes est imposé sélectivement en fonction du type de personne, du moment et de la situation.

### Les interactions au cœur de la déviance
|                         | Obéissant à la norme | Transgressant la norme |
| Perçu comme déviant     | Accusé à tort        | Pleinement déviant     |
| Non perçu comme déviant | Conforme             | Secrètement déviant    |

Par cette classification des types de déviance, on peut avoir que seront « déviants » ceux qui sont perçus comme tels par les autres même s’ils ne transgressent aucune norme. Cependant, après avoir fait cette remarque, Becker s’intéresse majoritairement au comportement pleinement déviant. Il tente donc d’en saisir la genèse en se basant sur un modèle séquentiel qui prend en compte les changements dans le temps. En effet, les modes de comportements déviants se développent selon différents phases successives qui auront toutes une importance sur le comportement final de l’individu. C’est donc ici que Becker mobilise la notion de « carrière » théorisée par E. Hughes. Les carrières déviantes renvoient à un processus en plusieurs phases. La première est de commettre une transgression que ce soit intentionnel (ou non s’il y a ignorance de la norme). Cette étape relève de l’« engagement ». Pour que l’individu se livre pour la première fois à un acte déviant, il faudra qu’il développe des « techniques de neutralisation » face à sa sensibilité aux codes conventionnels de la conduite (Sykes et Mazta). Il doit donc développer de nouvelles « justifications » de la déviance. « Les contrôles sociaux internes et externes peuvent être neutralisés en sacrifiant les exigences de la société dans son ensemble aux exigences des groupes sociaux plus restreints ». La deuxième étape consiste à « être pris et publiquement désigné comme déviant ». Il faut quand même noter que cela dépend si les autres décident ou non de faire respecter la norme. Si c’est le cas, l’individu désigné comme déviant acquiert un nouveau statut aux yeux des autres. Il sera donc étiqueté et traité en conséquence selon sa caractéristique principale de déviant mais aussi selon d’autres caractéristiques accessoires qui seront associées à la première. L’identité déviante deviendra pour l’individu son statut principal (E. Hughes) et commandera toutes les autres identifications. Enfin, la troisième étape est celle de l’entrée dans un groupe déviant organisé. Au sein de ce groupe, il existe un sentiment d’avoir un destin commun et se développe parallèlement une sous-culture déviante c'est-à-dire « un ensemble d’idées et de points de vue sur le monde social et sur la manière de s’y adapter, ainsi qu’un ensemble d’activités routinières fondées sur ces points de vue. L’appartenance à un tel groupe cristallise une identité déviante ». Becker fait également remarquer que la majorité des groupes déviants possèdent un « système d’autojustifications » afin de neutraliser ce qui reste d’attitudes conformistes que peuvent éprouver les déviants. De plus, ce système permet de fournir au déviant des « raisons solides, à ses yeux, de maintenir la ligne de conduite dans laquelle il s’est engagé ». L’entrée dans un groupe déviant institutionnalisé apprend également au déviant à mener à bien ses activités déviantes sans s’attirer trop d’ennuis. Ainsi, toutes les conditions sont réunies pour que le déviant poursuive sa carrière de déviant sur une longue durée s’il continue à organiser son identité sur la base de son comportement déviant, à participer activement à sa nouvelle sous-culture et à réussir à adhérer au système d’autojustifications du groupe.

## Fumeur de marijuana: Comment le devient-on? Comment le reste-t-on?
« La consommation de marijuana est fonction de la conception que l’individu se fait des utilisations possibles de celle-ci et cette conception évolue en fonction de son expérience de la drogue ». Ainsi, pour que l’individu commence et continue à fumer, il faut qu’il passe par les différentes phases de la carrière de fumeur de marijuana tout en composant avec son expérience physique et les contrôles sociaux qui s’exercent sur lui.
Becker nous expose quelques caractéristiques principales de l’usage de la marijuana. Premièrement, l’usage de cette drogue est condamné à la fois par la loi et l’opinion publique. Ensuite, cette drogue n’entraîne pas de dépendance. Enfin, le mode d’utilisation le plus fréquent de la marijuana est le divertissement ce qui conduit à n’utiliser la drogue qu’à l’occasion.
Cependant, ce qui constitue le point essentiel de la poursuite d’une carrière déviante de fumeur de marijuana est que l’individu doit continuer à utiliser cette drogue pour le plaisir.

### «L’apprentissage de la technique»
La personne qui fume de la marijuana pour la première fois ne « plane » pas. Ainsi, s’il ne se passe rien, « le fumeur ne peut pas élaborer une conception de la drogue comme source potentielle de plaisir ». Cependant, s’il ne se passe rien c’est que le novice ne fume pas comme il faut. Il faut donc qu’il apprenne la technique qui permet de produire des effets qui vont, par conséquent, entraîner une modification de la conception de la drogue.
Cet apprentissage va se faire par la fréquentation de groupes fumant de la marijuana. Il peut ainsi se faire de manière explicite mais il se fait surtout de manière indirecte. En effet, le novice va observer les fumeurs plus expérimentés et va les imiter jusqu’à être capable de fumer comme il faut.

### «L’apprentissage de la perception des effets»
Grâce à la bonne technique, l’usage de la marijuana peut enfin provoquer des symptômes. Cependant, il faut que le fumeur reconnaisse ces symptômes et les identifie comme la conséquence du fait de fumer. Puisque le novice voit que les autres planent, il va vouloir reproduire leur comportement et va donc continuer à fumer jusqu’à ce qu’il puisse ressentir les effets de la drogue. Il va donc tenter de repérer quelques « référents concrets du terme ‘planer’ et il applique ces notions à ses propres impressions ». Cet apprentissage peut également se faire de manière plus directe en en discutant avec les fumeurs expérimentés. Ces derniers vont donc essayer de faire prendre conscience au novice de « certains détails dans ses sensations ».
Quand le fumeur devient capable de « planer », il va analyser ses expériences « en guettant de nouveaux effets tout en s’assurant que les anciens se produisent toujours ». C’est donc comme ça que se produit un « système stable de catégories qui structurent la perception des effets de la drogue et permettent au fumeur d’atteindre facilement un état d’euphorie ». Cependant, ce système doit être entretenu pour que le fumeur persiste dans sa ligne de conduite déviante.

### «L’apprentissage du goût pour les effets»
Le goût pour les effets de la marijuana s’avère être socialement acquis. En effet, ces effets peuvent être « désagréables ou du moins ambigus ». Il faut donc que le fumeur apprenne à redéfinir ces sensations comme agréables. Cela se fait souvent par l’interaction avec d’autres utilisateurs davantage expérimentés. Ainsi, ce qui était désagréable voire paniquant devient désiré et recherché. C’est donc par cette nouvelle définition des effets de la drogue que le fumeur découvre et cultive le plaisir de fumeur.
« C’est le comportement déviant qui produit, au fil du temps, la motivation déviante » nous dit Becker. Cependant, pour continuer à fumer, l’individu doit continuer à répondre par l’affirmative aux questions suivantes : « Est-ce agréable ? Est-ce prudent ? Est-ce moral ? »

### Maîtriser les contrôles sociaux
« Il faut une défaillance des contrôles sociaux pour qu’apparaissent un comportement déviant ». Ces défaillances sont généralement la conséquence de l’entrée des individus dans un « groupe dont la culture et les contrôles sociaux s’opposent à ceux de la société globale ». Ainsi, pour qu’un individu commette un acte déviant, il faut qu’il se libère de l’influence d’un pouvoir exercé par « ceux dont il se préoccupe de leur estime et de leur approbation » ou par ceux dont il redoute les sanctions. Les contrôles sociaux influencent dans un premier temps le comportement individuel « par l’exercice d’un pouvoir » que ce soit dans la contrainte ou non.
Au fur et à mesure qu’avance la carrière déviante, des modifications s’opèrent quant au rapport qu’entretiennent les individus avec les contrôles sociaux de la société globale et du milieu dans lequel il utilise la marijuana. Trois phases se distinguent : la phase du débutant, la phase de l’utilisateur occasionnel et la phase de l’utilisateur régulier. Ainsi, pour passer d’une phase à une autre, le fumeur de marijuana doit prendre de plus en plus de distance avec les contrôles de la société globale. Becker distingue en 3 types dans le cas des fumeurs de marijuana : « a) la limitation de l’offre et des moyens d’obtention de la drogue ; b) la nécessité d’éviter la découverte de la pratique par ceux qui ne la partagent pas ; c) la définition de la pratique comme immorale ».
-  « L’approvisionnement » : c’est l’appartenance à un groupe déviant institutionnalisé qui crée les conditions de l’approvisionnement. En effet, la première expérience se fait souvent en présence d’autres fumeurs. Ensuite, le fumeur occasionnel va avoir tendance à ne fumer qu’en fonction des conditions d’approvisionnement que lui fournit le groupe. Pour être un fumeur régulier, l’individu doit se trouver une source d’approvisionnement plus stable ce qui est facilité par l’intégration dans des groupes utilisant la drogue. Cependant, il y a précarité des sources du fait de la disparition ou de l’arrestation des professionnels de la vente de drogue.
-  « Le secret » : La crainte d’être rejeté par ses proches peut entraîner une limitation de l’usage de la drogue. Cependant, dès lors que le fumeur se rend compte qu’il peut continuer à consommer de la drogue sans se faire prendre, il développer un système de rationalisation qui va se poursuivre jusqu’à ce que le fumeur rompe avec les relations qui exercent un contrôle sur lui. Même si « les univers des fumeurs et des non-fumeurs ne sont pas complètement séparés », le fumeur régulier va apprendre à contrôler les effets de la drogue lors des rares contacts qu’il aura avec le monde conventionnel. « Il conclura que sa déviance peut rester secrète et que sa prudence était excessive et sans fondement ».
- « La moralité » : Selon les « impératifs moraux fondamentaux », l’individu devrait se soucier « de sa propre santé, de son propre équilibre et de se conduire raisonnablement ». Pour que le novice passe fumeur régulier, il faut donc qu’il adopte une autre interprétation et un ensemble de rationalisation de sa pratique déviante : la marijuana n’est rien par rapport à d’autres choses, les effets de la drogue ne sont pas nocifs, il domine la drogue, il a conscience de son usage, etc.
« Le niveau d’utilisation de la drogue semble être à la mesure du recul de l’influence de ces conceptions et de leur remplacement par des rationalisations et des justifications. [Le fumeur] remplace les conceptions conventionnelles par le point de vue ‘de l’intérieur’ ».

## Les musiciens de danse: «La culture d’un groupe déviant»
Par « musiciens de danse », Becker parle des individus qui jouent de la musique populaire pour gagner de l’argent. Ce qui est particulier avec ce groupe c’est que leurs actes sont légaux mais « leur culture et leur mode de vie sont suffisamment bizarres et non conventionnels pour qu’ils soient qualifiés de marginaux par des membres plus conformistes de la communauté ». En effet, les musiciens de danse ont développé leur propre culture puisque selon Hughes, « Une culture se constitue chaque fois qu’un groupe de personnes mène une existence en partie commune, avec un minimum d’isolement par rapport aux autres, une même position sociale et peut-être un ou deux ennemis en commun ». On peut même parler de sous-cultures puisqu’elle se trouve être au sein d’une autre culture elle, plus globale.
Ici, un des ennemis en commun est le public. En effet, « le musicien se considère comme un artiste avec un don mystérieux qui le met à part des autres et qui devrait le mettre à l’abri de leur contrôle ». Cependant, ils ne sont pas à l’abri des « caves » comme ils désignent leur public. En effet, c’est le client qui dirige la relation de service qui est en jeu lors d’une prestation musicale. Il peut donc tenter de contrôler le musicien en faisant planer la menace de sanctions diverses. Se développe donc chez les musiciens une hostilité envers les auditoires qu’ils considèrent comme « ignorant et intolérant » puisqu’ils ne possèdent pas de vertu artistique. Le public tente donc de diriger le musicien vers de la musique « commerciale » alors que ce dernier préfèrerait jouer du jazz. Le musicien commercial s’écarte des normes artistiques et « sacrifie sa propre estime et celle des autres musiciens aux gratifications plus substantielles d’un travail régulier, d’un revenu plus élevé et d’un prestige [social] ». Les musiciens de jazz eux, veulent également satisfaire leur public mais ne veulent pas leur céder.
Les musiciens de danse créent un isolement et une auto-ségrégation par rapport aux normes et aux intérêts de la collectivité ordinaire et ce, pour renforcer leur « statut d’extériorité ». Ainsi, ils limitent au minimum leurs contacts avec les non-musiciens et développent un système d’« expressions symboliques » dont seuls les musiciens en ont la compréhension.
Dans le cas des musiciens de danse, la carrière professionnelle est étroitement liée à la carrière déviante. Becker nous dit donc que la réussite professionnelle des musiciens de danse dépendra de la relation d’opposition entre musiciens et caves, de « la position acquise dans un ou des groupes influents qui contrôlent les gratifications internes au métier », des faits et gestes des collègues et de l’influence qu’aura la famille du musicien.
En effet, pour qu’un musicien réussisse professionnellement, il faut qu’il gravisse « les degrés successifs d’une suite d’emploi régulier ». Cette ascension va généralement être permise par l’appartenance à un ou plusieurs réseaux de coteries qui fonctionnent selon le principe de parrainage et d’obligations mutuelles entre musiciens. Selon la distinction faite entre les musiciens, il existe par ailleurs des coteries de musiciens commerciaux et des coteries de musiciens de jazz qui n’offrent pas les mêmes opportunités ni les mêmes garanties.
À un moment de la carrière d’un musicien de danse, celui doit faire un choix : soit quitter la profession, soit accepter les compromis ce qui aura pour conséquence la modification de la conception qu’il aura de lui-même. Becker fait donc remarquer que ce choix peut être précipité par la pression exercée par la famille du musicien puisqu’elle constitue le point de contact entre la profession et la société.